# Crisp (germà de Claudi II)
Crisp (Crispus) fou germà de l'emperador Claudi II el Gòtic i pare de Clàudia. Crisp fou besavi de Constantí el Gran.